# Aliança Roja-Verda
L'Aliança Roja-Verda (en danès, Enhedslisten - De Rød-Grønne, lit. ‘La Llista d'Unitat - Els Rojos-Verds’) és un partit polític ecosocialista danès.

## Història
Es va formar l'abril de 1989 com a coalició de tres partits marxistes: el Partit Comunista de Dinamarca (DKP), que va ser la força impulsora, els Socialistes d'Esquerra (VS) i el Partit Socialista dels Treballadors (SAP). El plantejament inicial era agrupar altres forces progressistes, com els Verds o Curs Comú, però no va reeixir. Dos anys després es va transformar en partit polític i es va incorporar el Partit Comunista dels Treballadors (KAP), que es va dissoldre el 1994.
Es va presentar per primera vegada a les eleccions generals de 1990, obtenint l'1,7% dels vots i, per tant, no va superar el llindar. No obstant això, l'aliança es va mantenir i per a les següents eleccions va aconseguir els seus primers 6 diputats, impulsats per les protestes contra el Tractat de Maastricht.
Des de llavors el partit ha mantingut una presència discreta al Folketing, amb una forquilla d'entre 4 i 14 diputats. A partir del 2011 i amb el canvi de direcció després d'una etapa de fortes polèmiques amb l'anterior dirigent musulmana Asmaa Abdol-Hamid, l'Aliança va experimentar fort un creixement, que aprofitaria per donar un suport extern clau al nou govern socialdemòcrata encapçalat per Helle Thorning-Schmidt, aprovant una reforma fiscal i tres dels quatre pressupostos durant la legislatura.
Per a les eleccions de 2015 el partit va augmentar encara més el seu suport fins al màxim històric de 14 diputats, exercint d'oposició contra el nou govern conservador de Lars Løkke Rasmussen. Al 2019 aconseguien el seu primer eurodiputat en les primeres eleccions europees en les quals es presentaven, i pocs dies després en les eleccions legislatives gairebé mantindria posicions amb 13 diputats, tornant a otorgar el seu suport extern al govern socialdemòcrata de Mette Frederiksen.
Més recentment, al 2022 l'Aliança obtindria els seus pitjors resultats en 15 anys, baixant de la desena fins als 9 diputats, per sota del que les enquestes indicaven. A més a més, Frederiksen, formaria un nou govern de coalició sense el seu suport, tornant així a l'oposició.

## Resultats electorals

### Parlament
| Any  | Vots    | %         | Escons   | +/– | Govern            |
| ---- | ------- | --------- | -------- | --- | ----------------- |
| 1990 | 54,038  | 1.7 (#10) | 0 / 179  | =   | Extraparlamentari |
| 1994 | 104,701 | 3.1 (#7)  | 6 / 179  | 6   | Oposició          |
| 1998 | 91,933  | 2.7 (#8)  | 5 / 179  | 1   | Suport extern     |
| 2001 | 82,685  | 2.4 (#7)  | 4 / 179  | 1   | Oposició          |
| 2005 | 114,123 | 3.4 (#7)  | 6 / 179  | 2   | Oposició          |
| 2007 | 74,982  | 2.2 (#8)  | 4 / 179  | 2   | Oposició          |
| 2011 | 236,860 | 6.7 (#6)  | 12 / 179 | 8   | Suport extern     |
| 2015 | 274,463 | 7.8 (#4)  | 14 / 179 | 2   | Oposició          |
| 2019 | 244,664 | 6.9 (#6)  | 13 / 179 | 1   | Suport extern     |
| 2022 | 181,452 | 5.1 (#8)  | 9 / 179  | 4   | Oposició          |

### Eleccions locals
| Any               | Escons      | Escons |
| Any               | #           | ±      |
| ----------------- | ----------- | ------ |
| 1993              | 6 / 4.703   | Nou    |
| 1997              | 14 / 4.685  | 8      |
| 2001              | 11 / 4.647  | 3      |
| Reforma municipal |             |        |
| 2005              | 24 / 2.522  | 13     |
| 2009              | 14 / 2.468  | 10     |
| 2013              | 119 / 2.444 | 105    |
| 2017              | 102 / 2.432 | 17     |
| 2021              | 114 / 2.436 | 12     |

| Any               | Escons   | Escons |
| Any               | #        | ±      |
| ----------------- | -------- | ------ |
| 1993              | 1 / 374  | Nou    |
| 1997              | 2 / 374  | 1      |
| 2001              | 2 / 374  | =      |
| Reforma municipal |          |        |
| 2005              | 6 / 205  | 4      |
| 2009              | 2 / 205  | 4      |
| 2013              | 15 / 205 | 13     |
| 2017              | 12 / 205 | 3      |
| 2021              | 14 / 205 | 2      |

### Parlament Europeu
| Any  | Líder             | Vots    | %         | Escons | +/- | Grup       |
| ---- | ----------------- | ------- | --------- | ------ | --- | ---------- |
| 2019 | Nikolaj Villumsen | 151,903 | 5.5 (#7)  | 1 / 14 | Nou | L'Esquerra |
| 2024 | Per Clausen       | 172,287 | 7.04 (#7) | 1 / 15 | =   | L'Esquerra |